# Sevel Argentina

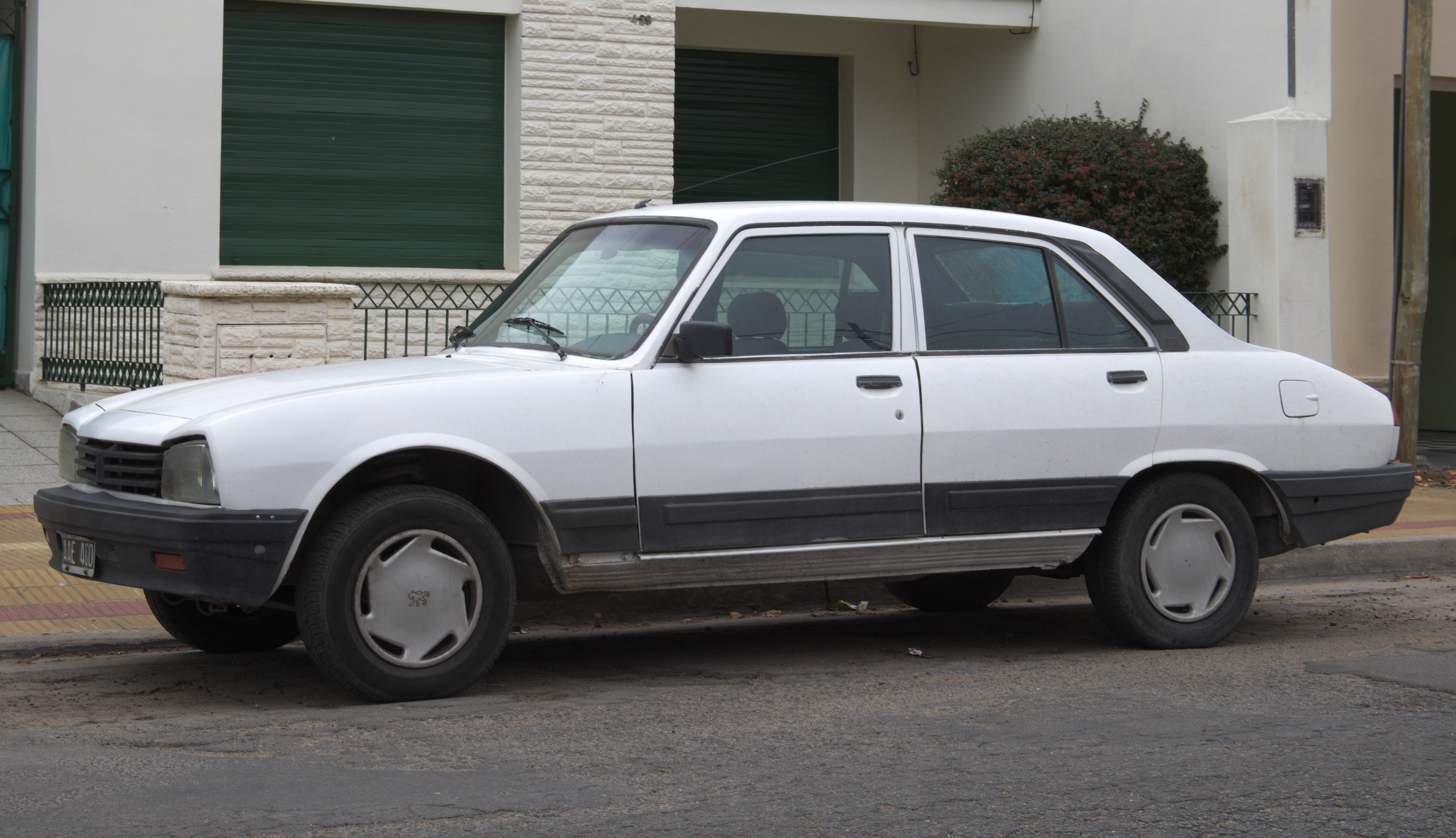
Peugeot 504 von Sevel

Die Sevel Argentina S.A. (Akronym von Sociedad Europea de Vehículos para Latinoamérica) ist ein ehemaliger Automobil- und Nutzfahrzeughersteller aus El Palomar in der Provinz Buenos Aires, Argentinien. Das Unternehmen wurde 1980 als Joint Venture von Fiat und des Peugeot-Konzerns gegründet und vereinte deren argentinische Dependancen Fiat Concord S.A. und Sociedad de Automóviles Franco Argentinos S.A. unter einem Dach, das Unternehmen bestand in dieser Form bis 1996.
Betrieben wurden Produktionsstätten in El Palomar für Personenkraftwagen und in Ferreyra in der Provinz Córdoba für kommerzielle Fahrzeuge. Nachdem die Produktion im Peugeot-Werk Berazategui, auch in der Provinz Buenos Aires, zunächst eingestellt wurde, wurde diese dort 1993 wieder aufgenommen.
Die ersten vom neuen Unternehmen produzierten Fahrzeuge waren der Fiat 125, Fiat 128 Súper Europa sowie der Peugeot 504, welche alle noch aus den Vorgängerfirmen stammten. Erst 1981 entwickelte sich mit dem Fiat 600, Fiat 127 und Fiat Brío/Spazio/Vivace eine umfassende Modellpalette, welche auf dem argentinischen Markt der Marke Fiat eine marktführende Position bescherte. Dazu verhalf unter anderem auch die Sportversion des 147, Sorpasso IAVA genannt. Aber auch der Peugeot 505 sowie der importierte Fiat Ducato konnten eine große Käuferschicht ansprechen und ermöglichten dem Joint-Venture, eine annehmliche Marktposition im Land zu erringen. Im Jahre 1983 folgte dann noch als einziges Modell der Peugeot 205. Im Auftrag der General Motors hatte Sevel ab 1985 den Chevrolet C-10 für den südamerikanischen Markt hergestellt. Im gleichen Jahr etablierte man den Fiat Regata und das Importmodell Fiat Croma. Der Fiat Duna kam im Jahre 1987 hinzu und ergänzte die Lücke zwischen 128 Súper Europa und dem Regata. Etwas moderner präsentierte man sich 1988 mit den neuen Modellen Fiat Tipo und Fiat Tempra. Das Topmodell stellte der ebenfalls importierte Alfa Romeo 164. Auf Grund eines schlechten Absatzes beim Tipo, legte man den veralteten Fiat Uno auf, der parallel dazu in der aktuellen Generation als Fiat Uno 70s vermarktet wurde. Als zweites Modell der oberen Mittelklasse wurde ab 1989 der Peugeot 605 angeboten. Im selben Jahr begann auch die Produktion des ersten und einzigen Lkw-Modells, dem Fiat Iveco 190. Den Fiat Fiorino gab es ab 1990. Das letzte Modell aus den Werkshallen der argentinischen Sevel war ab 1992 der Peugeot 405.
1995 trennten sich dann wieder die Wege der beiden Werke und man hatte die Fiat Auto Argentina S.A. eingerichtet, welche fortan die Marken Fiat und Alfa Romeo unterhielt. Das andere Werk blieb noch bis zum Jahresende 1999 unter dem Namen der Sevel aktiv. Hier baute man die Fahrzeuge der Marken Citroën und Peugeot. Seitdem ist dieses unter dem Namen Peugeot-Citroën Argentina S.A. bekannt.
Nach der Trennung wurden von Sevel nur der alte Peugeot 504 und der neuere Peugeot 405 weiterhin hergestellt. Als einzig neues Modell gab es ab 1995 die Stufenhecklimousine des Peugeot 306. Erst 1999 kam dann der Kleinwagen Peugeot 206 hinzu. Im selben Jahr begann unter anderem auch die Produktion der baugleichen Modelle Citroën Berlingo und die des Peugeot Partner.
Das Unternehmen verwendete in der Fahrzeug-Identifikationsnummer den Herstellercode 8A4.